# Gyoji Matsumoto
Pour les articles homonymes, voir Matsumoto.
Gyoji Matsumoto (松本 暁司, Matsumoto Gyoji) né le 13 août 1934 dans la préfecture de Saitama au Japon et mort le 2 septembre 2019 est un footballeur japonais.